# Chiesa della Madre di Dio (Hajdúdorog)
La chiesa della Madre di Dio (in ungherese: Istenszülő Bevezetése a Templomba Székesegyház) è l'ex cattedrale dell'eparchia di Hajdúdorog, che nel 2015 è stata elevata ad arcieparchia, si trova nella città di Hajdúdorog, in Ungheria.

## Storia
La chiesa, elevata a cattedrale da papa Pio XII nel 1912, risale al XVII secolo e poggia su fondamenta precedenti e ha subito più volte nel tempo restauri ed opere di ricostruzione, l'ultima volta nel 2006. La cattedrale, i cui interni rispecchiano la tradizione liturgica greco-cattolica, è il principale luogo di culto della città di Hajdúdorog, dove oltre l'80% dei cittadini è di fede greco-cattolica.
Il 19 marzo 2015 la cattedrale è stata traslata nella chiesa di Santa Maria del Patrocinio di Debrecen.